# 순천향대학교 부속 부천병원
순천향대학교 부속 부천병원은 경기도 부천시 원미구 중동에 있는 순천향대학교 산하의 종합병원이다.

## 개요
1996년에 병원을 설립하기로 발표하여 2001년 1월에 준공하였으며, 같은 해 5월에 개원하였다. 2009년에는 3차의료기관으로 승격되었다. 2011년 별관 증축 이후 1,000병상 규모를 보유하게 되었으며 의사 300여명, 간호사 1,000여명이 종사하고 있다. 31개의 전문 진료과가 있으며 긴밀한 협진을 통한 효율적 진료를 하기 위해 16개의 전문센터와 108개의 세부 클리닉이 운영중이다.

## 연혁
- 2001년 2월 : 진료개시 및 종합건강진단센터 개소
- 2001년 5월 : 정식 개원

## 권역응급의료센터
인천권역응급의료센터로 지정되어 강화군을 제외한 인천광역시 전역, 경기도 부천시, 시흥시를 관할한다.